# Bernard Buis
Pour les articles homonymes, voir Buis.
Bernard Buis, né le 23 juin 1956, est un homme politique français. À la suite de la nomination au gouvernement de Didier Guillaume, il devient sénateur de la Drôme en novembre 2018.

## Biographie

### Carrière professionnelle
Il est gestionnaire de collège de profession.

### Parcours politique
Bernard Buis commence sa carrière politique en se présentant à la mairie de Lesches-en-Diois. Il est élu maire lors des municipales de 1995 et est réélu en 2001, 2008 et 2014.
Il est élu conseiller général du canton de Luc-en-Diois lors des cantonales de 2004 et est réélu en 2011,,.
De 2008 à 2015, il est le 8e vice-président du conseil général de la Drôme, délégué au personnel départemental, à la voirie départementale et à l'administration générale.
Le sénateur Didier Guillaume lui propose en 2014 d'être candidat sur sa liste lors des sénatoriales. Il figure en 3e position sur la liste PS, mais il n'est pas élu,.
En mars 2015, il est élu conseiller départemental du canton du Diois en tandem avec Martine Charmet,,,. Ils ont pour suppléants Alain Matheron et Karine Poirée,.
À la suite de l'annonce en janvier 2018 du retrait de la vie politique de Didier Guillaume, il avait été considéré comme futur sénateur pour la Drôme,,,. Mais Didier Guillaume renonce finalement à démissionner. Cependant, quelques mois plus tard, Didier Guillaume entre au gouvernement et Bernard Buis devient effectivement sénateur le 17 novembre 2018.
Bernard Buis siège à la communauté de communes du Diois,,. Il est également vice-président du syndicat mixte de la rivière Drôme (SMRD).
Son mandat de sénateur s'interrompt brièvement entre le 6 et le 8 août 2020 du fait de la reprise de l'exercice du mandat de Didier Guillaume, qui démissionne immédiatement,.